# Robert M. Morgenthau

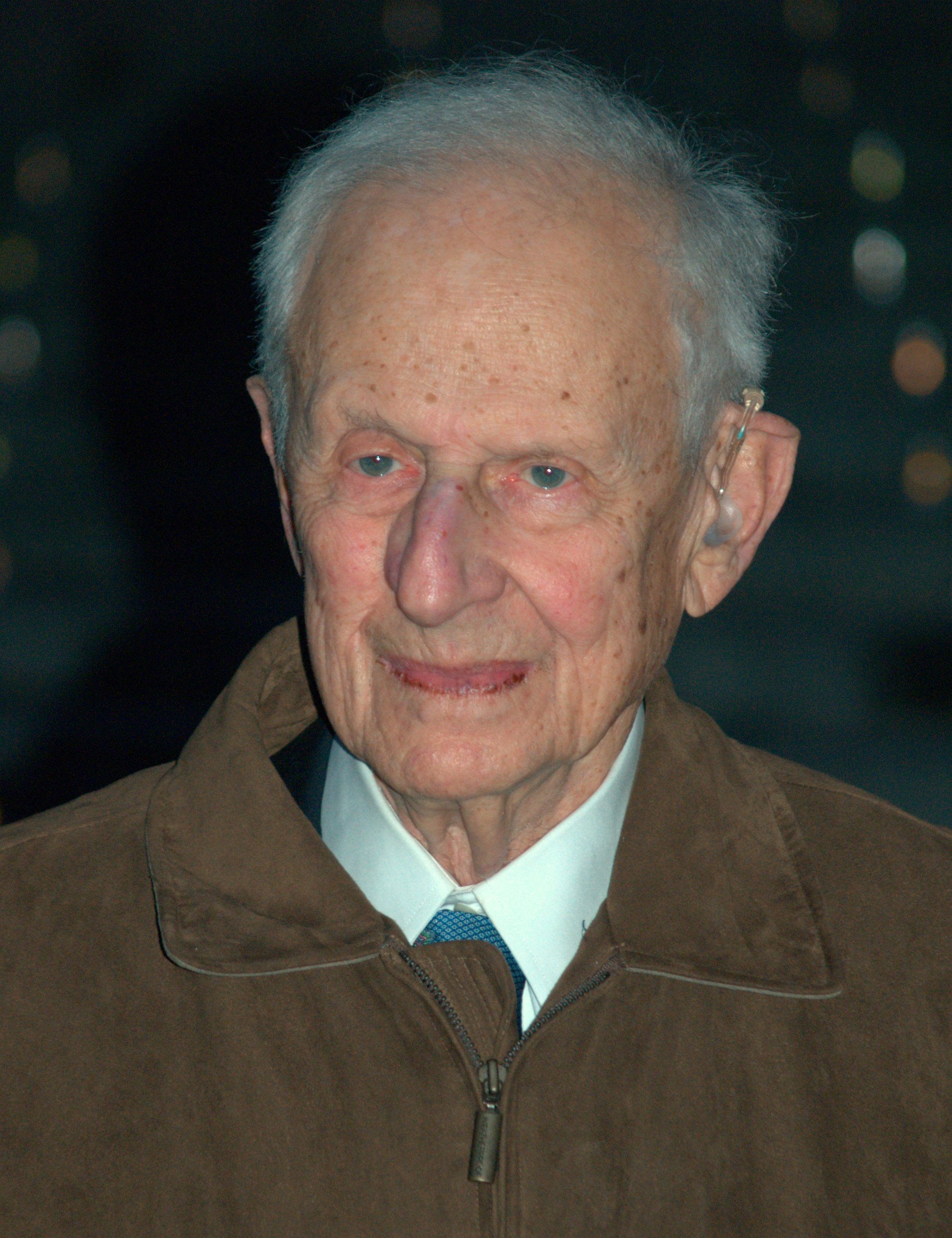
Robert Morgenthau

Robert Morris Morgenthau (Nova Iorque, 31 de julho de 1919)  é um advogado americano. Desde 1975 até sua aposentadoria em 2009 foi chefe da promotoria distrital de Nova Iorque. 

## Biografía
Filho de Henry Morgenthau Jr. e neto de Henry Morgenthau Sr..
Morgenthau, denunciou Paulo Maluf por suposta "conspiração com objetivo de roubar dinheiro da cidade de São Paulo a fim de possuir fundos no Brasil, Nova York e outros lugares, e ocultar dinheiro roubado" o que resultou na inclusão de Paulo Maluf na lista vermelha da Interpol.